# Ave (Subregion)
Ave ist eine portugiesische Subregion im Westen der Region Norte. Im Jahr 2021 verzeichnete die Subregion 418.531 Einwohner, damit ist sie die fünft meist bevölkerste Subregion im ganzen Land, und eine Bevölkerungsdichte von 288 Einwohnern pro km2. Die im Jahr 2009 gegründete Subregion hat eine Fläche von 1.451 km2, welche sich in 8 Kreise und 168 Gemeinden unterteilen lässt. Die Hauptstadt der Subregion ist die Stadt Guimarães, welche mit 156.849 Einwohnern in der gesamten Gemeinde und 31.950 Einwohnern im Stadtgebiet die größte Stadt der Subregion ist. Sie grenzt im Süden an die Subregion Tâmega e Sousa, im Südwesten an die Metropolregion Porto, im Nordwesten an die Subregion Cávado, im Nordosten an die Subregion Alto Tâmega und im Südosten an die Subregion Douro.

## Kreise
Die Subregion besteht aus den folgenden 8 Kreise:
- Cabeceiras de Basto
- Fafe
- Guimarães
- Mondim de Basto
- Póvoa de Lanhoso
- Vieira do Minho
- Vila Nova de Famalicão
- Vizela

## Demografie

### Kreise
Die Volkszählung 2021 zeigt, dass in der Subregion die Einwohnerzahl auf 418.531 gesunken ist, im Vergleich zu dem Jahr 2011, wo die Einwohnerzahl bei 425.441 lag und im Jahre 2001, wo die Einwohnerzahl bei 426.410 lag. Der Kreis Vizela ist der einzige der acht Kreise, die einen Anstieg verzeichnete, hingegen die anderen sieben Kreise eine Minderung verzeichneten.
| Einwohnerzahl aller 8 Kreise der Subregion Ave | Einwohnerzahl aller 8 Kreise der Subregion Ave | Einwohnerzahl aller 8 Kreise der Subregion Ave | Einwohnerzahl aller 8 Kreise der Subregion Ave | Einwohnerzahl aller 8 Kreise der Subregion Ave | Einwohnerzahl aller 8 Kreise der Subregion Ave |
| Kreise                                         | Einwohner                                      | Einwohner                                      | Einwohner                                      | Fläche in km2                                  | Bevölkerungs- dichte pro km2                   |
| Kreise                                         | 2001                                           | 2011                                           | 2021                                           | Fläche in km2                                  | Bevölkerungs- dichte pro km2                   |
| ---------------------------------------------- | ---------------------------------------------- | ---------------------------------------------- | ---------------------------------------------- | ---------------------------------------------- | ---------------------------------------------- |
| Cabeceiras de Basto                            | 17.846                                         | 16.710                                         | 15.560                                         | 241,8 km2                                      | 64                                             |
| Fafe                                           | 52.757                                         | 50.663                                         | 48.506                                         | 219,0 km2                                      | 221                                            |
| Guimarães                                      | 159.576                                        | 158.088                                        | 156.849                                        | 240,9 km2                                      | 651                                            |
| Mondim de Basto                                | 8.573                                          | 7.493                                          | 6.410                                          | 172,0 km2                                      | 37                                             |
| Póvoa de Lanhoso                               | 22.772                                         | 21.918                                         | 21.775                                         | 134,6 km2                                      | 161                                            |
| Vieira do Minho                                | 14.724                                         | 13.001                                         | 11.956                                         | 216,4 km2                                      | 55                                             |
| Vila Nova de Famalicão                         | 127.567                                        | 133.832                                        | 133.574                                        | 201,5 km2                                      | 662                                            |
| Vizela                                         | 22.595                                         | 23.736                                         | 23.901                                         | 24,6 km2                                       | 971                                            |
| Subregion Ave                                  | 426.410                                        | 425.441                                        | 418.531                                        | 1.451 km2                                      | 288                                            |

### Städte
Die Volkszählung 2021 zeigt, dass die Einwohnerzahl aller Menschen, die in der Subregion in einer offiziellen Stadt wohnen auf 81.709 gestiegen ist, im Vergleich zu dem Jahr 2011, wo die Einwohnerzahl bei 80.644 lag. Die Städte Guimarães, Vila Nova de Famalicão und Vizela haben einen Anstieg verzeichnet, hingegen die Stadt Fafe eine Minderung verzeichnet.
| Einwohnerzahl aller 4 Städte der Subregion Ave | Einwohnerzahl aller 4 Städte der Subregion Ave | Einwohnerzahl aller 4 Städte der Subregion Ave | Einwohnerzahl aller 4 Städte der Subregion Ave | Einwohnerzahl aller 4 Städte der Subregion Ave |
| Stadt                                          | Einwohner                                      | Einwohner                                      | Fläche in km2                                  | Bevölkerungs- dichte pro km2                   |
| Stadt                                          | 2011                                           | 2021                                           | Fläche in km2                                  | Bevölkerungs- dichte pro km2                   |
| ---------------------------------------------- | ---------------------------------------------- | ---------------------------------------------- | ---------------------------------------------- | ---------------------------------------------- |
| Guimarães                                      | 31.932                                         | 31.950                                         | 48,1 km2                                       | 663                                            |
| Vila Nova de Famalicão                         | 22.376                                         | 23.230                                         | 11,4 km2                                       | 2028                                           |
| Fafe                                           | 15.703                                         | 15.456                                         | 7,97 km2                                       | 1939                                           |
| Vizela                                         | 10.633                                         | 11.073                                         | 7,68 km2                                       | 1441                                           |
| Alle Städte der Subregion Ave                  | 80.644                                         | 81.709                                         | 75,1 km2                                       | 1088                                           |